# Virginia Hall
Virginia Hall Goilott (Baltimore, Maryland, 6 d'abril de 1906 - Rockville, Maryland, 8 de juliol de 1982) fou una espia nord-americana durant la Segona Guerra Mundial treballant per la Direcció d'Operacions Especials britànica i més tard per la Office of Strategic Services i la Divisió d'Activitats Especials de l'Agència Central d'Intel·ligència dels Estats Units. Va ser coneguda per diversos àlies, com "Marie Monin", "Germaine", "Diane", "Marie de Lió", "Camille" i "Nicolas".
Va estudiar al Radcliffe College, facultat per a dones de la Universitat Harvard; al Barnard College, facultat femenina de la Universitat de Colúmbia, i a la Universitat Americana de Washington, on va aprendre francès, italià i alemany. Va viatjar per Europa i va estudiar a l'Escola de Ciències Polítiques de París, a la Konsularakademie de Viena i també a Alemanya. En acabar els estudis de postgrau, va trobar una feina com a secretària a l'Ambaixada dels Estats Units d'Amèrica a Varsòvia i des d'allí va ser traslladada a Esmirna a Turquia.
A Esmirna va patir un accident de caça a causa del qual van haver-li d'ampuntar la cama esquerra per sota el genoll. Aquesta minusvalia va fer que fos rebutjada per a treballar pels serveis d'intel·ligència americans, però el SOE britànic si que la va reclutar. El propòsit de SOE i OSS era realitzar espionatge, sabotatge i reconeixement en l'Europa ocupada contra els poders de l'Eix. Els agents de SOE i OSS es van aliar amb els grups de resistència francesos i els subministraven armes i material llançats en paracaigudes des d'Anglaterra. .
Hall va ser una agent pionera del SOE. Va ser enviada a França l'agost de 1941, essent la primera agent femenina a establir-se en aquell país. Va crear la xarxa Heckler a Lió i durant els següents 15 mesos, es va convertir en una experta en operacions de suport: va organitzar moviments de resistència; va subministrar diners, armes i altres materials; va ajudar a escapar aviadors derrocats i va oferir cases segures i assistència mèdica a agents i pilots ferits. Però a partir de les informacions d'un "talp" de la Gestapo dins de la Resistència, el nom en clau del qual era "Bishop", els nazis van arraconar a Virgínia que, no obstant, va aconseguir fugir de França el novembre de 1942 i evitar ser capturada.
En la seva fugida va creuar els Pirineus a peu des de Vilafranca de Conflent fins a Sant Joan de les Abadesses on fou detinguda per les autoritats d'immigració ja que anava sense visat. Durant sis setmanes, Virginia va estar presa a Figueres fins que l'ambaixada dels Estats Units va aconseguir alliberar-la.
En aquell moment va passar a formar part de la OSS, l'Oficina de Serveis Estratègics dels Estats Units, predecessora de l'actual CIA. Va tornar a ser destinada a França com a operadora de ràdio de l'OSS el març de 1944. Va haver de canviar diverses vegades les falses identitats i tapadores, i es va instal·lar a diversos punts de França. Com altres agents femenines de la Resistència (Diana Rowden, Violette Szabo i Lilian Rolfe) va treballar en territori encara ocupat per l'exèrcit alemany i sense l'ajuda d'altres agents de la OSS, va aconseguir subministrar armes, entrenament i direcció a grups de resistència francesos, especialment en Haute-Loire, on van netejar el departament de soldats alemanys abans a l'arribada de l'exèrcit nord-americà al setembre de 1944.
Els alemanys li van posar per àlies "Artemisa" i, segons els informes, la Gestapo la considerava "l'espia aliada més perillosa". Després de la guerra i durant la resta de la seva vida, Virginia va treballar per a la CIA i actualment unes instal·lacions d'aquesta oficina porten el seu nom. Després de la Segona Guerra Mundial, França li va atorgar la Croix de Guerre avec Palme, Gran Bretanya la va convertir en membre de l'Ordre de l'Imperi Britànic, i el govern dels Estats Units li va lliurar la Creu del Servei Distingit.